# Master-theorem
Het master-theorem biedt een methode (master-method) die het bepalen van de looptijd van recurrente betrekkingen in de algoritmiek gemakkelijk maakt. Het master-theorem kan echter niet de complexiteit van alle recurrente betrekkingen bepalen.

## Theorie
Als voor het berekenen van een probleem van grootte {\displaystyle n} het probleem  wordt opgedeeld in {\displaystyle a} deelproblemen ter grootte van {\displaystyle n/b}, waarin {\displaystyle a\geq 1} en {\displaystyle b>1}, heeft de looptijd de vorm
{\displaystyle T(n)=a\cdot T\!\left({\frac {n}{b}}\right)+f(n)}.
Daarin is {\displaystyle f(n)} de benodigde tijd voor de aanroep van de formule.
Men onderscheidt drie gevallen in het master-theorem. Welk geval van toepassing is, is afhankelijk van de verhouding tussen {\displaystyle f(n)} en 
{\displaystyle n^{\log _{b}a}}. 
- Geval 1: als {\displaystyle n^{\log _{b}a}>f(n)}, dan {\displaystyle T(n)=\Theta (n^{\log _{b}a})};
- Geval 2: als {\displaystyle n^{\log _{b}a}=f(n)}, dan {\displaystyle T(n)=\Theta (n^{\log _{b}a}\log n)};
- Geval 3: als {\displaystyle n^{\log _{b}a}<f(n)}, dan {\displaystyle T(n)=\Theta (f(n))}.

## Geval 1
In dit geval is {\displaystyle n^{\log _{b}a}>f(n)}, dus dient {\displaystyle f(n)} polynomiaal kleiner te zijn dan {\displaystyle n^{\log _{b}a}}. Formeel gezegd: {\displaystyle f(n)=O(n^{\log _{b}a-\epsilon })} voor een {\displaystyle \epsilon >0}. Dit kan men ook nog uitdrukken als
{\displaystyle {\underset {n\rightarrow \infty }{\lim }}{\frac {n^{\log _{b}a}}{f(n)}}={\underset {n\rightarrow \infty }{\lim }}n^{\epsilon }}
Voor een zekere {\displaystyle \epsilon >0}.
Als daaraan wordt voldaan, dan volgt dat {\displaystyle T(n)=\Theta (n^{\log _{b}a})}

### Voorbeeld
Zij {\displaystyle T(n)=9T({\frac {n}{3}})+n}. Dan is {\displaystyle a=9}, {\displaystyle b=3}, {\displaystyle f(n)=n} en {\displaystyle n^{\log _{b}a}=n^{2}}. Zoals duidelijk te zien is, is {\displaystyle n^{\log _{b}a}} groter dan {\displaystyle f(n)} . In de formele voorwaarde valt dit goed te zien door {\displaystyle \epsilon =1} te nemen.
Er geldt dus {\displaystyle T(n)=\Theta (n^{\log _{b}a})=\Theta (n^{2})}. De bovenstaande functie is dus in {\displaystyle \Theta (n^{2})}.

## Geval 2
In dit geval is {\displaystyle n^{\log _{b}a}=f(n)} en dient {\displaystyle f(n)} gelijk te zijn aan {\displaystyle n^{\log _{b}a}}. Of formeel gezegd, {\displaystyle f(n)=\Theta (n^{\log _{b}a})}.
Als daaraan wordt voldaan, dan volgt daaruit dat {\displaystyle T(n)=\Theta (n^{\log _{b}a}\log n)}.

### Voorbeeld
Zij {\displaystyle T(n)=2T\left({\frac {n}{2}}\right)+n}. Dan is {\displaystyle a=2}, {\displaystyle b=2}, {\displaystyle f(n)=n} en {\displaystyle n^{\log _{b}a}=n}. Zoals te zien is, is {\displaystyle f(n)} gelijk aan {\displaystyle n^{\log _{b}a}}. Formeel: :{\displaystyle f(n)=\Theta (n^{\log _{b}a})=\Theta (n)}.
Er geldt dus 
{\displaystyle T(n)=\Theta \left(n^{\log _{b}a}\log n\right)=\Theta (n\log n)}.
De bovenstaande functie is dus in {\displaystyle \Theta (n\log n)}.

## Geval 3
In dit geval is {\displaystyle n^{\log _{b}a}<f(n)} en dient {\displaystyle f(n)} polynomiaal groter te zijn dan {\displaystyle n^{\log _{b}a}}. Formeel gezegd: 
{\displaystyle f(n)=\Omega \left(n^{\log _{b}a+\epsilon }\right)} voor een {\displaystyle \epsilon >0}.
De uitdrukking met limieten is dan
{\displaystyle {\underset {n\rightarrow \infty }{\lim }}{\frac {f(n)}{n^{\log _{b}a}}}={\underset {n\rightarrow \infty }{\lim }}n^{\epsilon }}
Voor geval 3 geldt daarnaast een tweede voorwaarde, de regulariteitsvoorwaarde. Er dient te gelden dat {\displaystyle a\cdot f\!\left({\frac {n}{b}}\right)\leq c\cdot f(n)} voor een {\displaystyle 0<c<1}. Als dit niet geldt, kan de looptijd niet met het master-theorem bepaald worden.
Als er aan deze voorwaarden wordt voldaan, volgt daaruit dat {\displaystyle T(n)=\Theta (f(n))}.

### Voorbeeld
Zij {\displaystyle T(n)=3T\left({\frac {n}{4}}\right)+n\log n}. Dan is {\displaystyle a=3}, {\displaystyle b=4}, {\displaystyle f(n)=n\log n} en {\displaystyle n^{\log _{b}a}\approx n^{0,79}}. Hier is dus {\displaystyle f(n)} groter dan {\displaystyle n^{\log _{b}a}}.
Nu moet er nog gecontroleerd worden of de regulariteitsvoorwaarde geldt:
{\displaystyle af\left({\frac {n}{b}}\right)\leq cf(n)} (voor c<1), het substitueren van de bekende variabelen levert op:
{\displaystyle 3({\frac {n}{4}})\log({\frac {n}{4}})\leq c\;n\log n} (voor c<1). Als er voor {\displaystyle c} bijvoorbeeld het getal {\displaystyle {\frac {3}{4}}} wordt genomen, dan is er dus aan de regulariteitsvoorwaarde voldaan.
Omdat er aan beide voorwaarden is voldaan, geldt er dus {\displaystyle T(n)=\Theta (f(n))=\Theta (n\log n)}. De bovenstaande functie is dus in {\displaystyle \Theta (n\log n)}.

## Beperkingen
Er zijn recurrente betrekkingen van de vorm {\displaystyle T(n)=aT\left({\frac {n}{b}}\right)+f(n)} waarvan de looptijd niet met deze methode bepaald kan worden, omdat niet aan de regulariteitsvoorwaarde wordt voldaan of omdat {\displaystyle f(n)} niet polynomiaal groter of kleiner is dan {\displaystyle n^{\log _{b}a}}.

### Voorbeeld
Beschouw de formule {\displaystyle T(n)=2T\left({\frac {n}{2}}\right)+n\log n}. Hier is a=2, b=2, {\displaystyle f(n)=n\log n} en {\displaystyle n^{\log _{b}a}=n}. Het is duidelijk dat {\displaystyle f(n)=\Omega (n)}, dus zitten we in het derde geval. Echter,
{\displaystyle {\underset {n\rightarrow \infty }{\lim }}{\frac {n\log n}{n}}={\underset {n\rightarrow \infty }{\lim }}\log n}
Er bestaat geen enkele {\displaystyle \epsilon >0} zodat {\displaystyle \log n=n^{\epsilon }}, en dus kan de master theorem niet worden toegepast.